# 白石麻子
白石 麻子（しらいし まこ、1969年6月12日 - ）は、日本の歌手。東京都出身。東京都立小岩高等学校卒業。

## 経歴
- 1985年（昭和60年）7月26日に『夕やけニャンニャン』のオーディションに101点を獲得して会員番号21番の五味岡たまきと共に合格し、おニャン子クラブの会員番号22番となる。加入早々、明るいキャラクターで人気を得る。身長156.0cm。
- 1986年2月、国生さゆりのソロデビューシングル「バレンタイン・キッス」に「withおニャン子クラブ」として渡辺美奈代と共にアンダーガールを務める。同年4月、異色ユニット「ニャンギラス」のメンバーにもなる。
- 「バレンタイン・キッス」のアンダーガール選出時にCBS・ソニーからレコードデビューの話を持ちかけられたが答えを一旦保留し、結果「今後は学業に専念させて下さい」と断った経緯がある[1]。
- 1987年9月のおニャン子クラブ解散時まで在籍。卒業後は芸能界を引退して学業に専念し、短大に進学した。短大卒業後、ジャガー・ジャパンに勤務。現在は[いつ?]小児科の受付とヨガのインストラクターをしていて[2]、時折立見里歌とハコイリ♡ムスメとライブに出演することもある。1989年、社会学者・稲増龍夫の著書『アイドル工学』（筑摩書房）に元おニャン子クラブの立見里歌・布川智子とともにインタビューに応じ、当時からすでに芸能界に残る意志が無かったことなどを語った。
- 1992年（平成4年）に結婚をした。その後3人続けて男子を出産した。娘がどうしても欲しかったので、女の子ができるまで出産をして3男1女の4児の母となった。（公表されている中では）おニャン子クラブで一番の子持ちである。
- 1996年（平成8年）の『復活夕やけニャンニャン』に参加。2002年（平成14年）のおニャン子再結成「ショーミキゲン」のレコーディングや特典DVDに参加しているが、再結成時の記者会見や『FNS歌謡祭』には不参加である。2001年放送の日本テレビ系『あの人は今!?』でのニャンギラスのメンバーが集まった際は不参加であった。
- おニャン子メンバーの中では特に18番の永田ルリ子と仲が良かった。
- おニャン子クラブを卒業後に芸能界を引退してからはメディアに顔を出す事はあまり無くなったが、おニャン子再結成イベントには頻繁に参加している。

## おニャン子クラブでのメイン楽曲
- 明るい放課後の過ごし方（アルバム『PANIC THE WORLD』）
- 恋はくえすちょん（6thシングル）
- あんみつ大作戦（「恋はくえすちょん」カップリング）
- NO MORE 恋愛ごっこ（7thシングル）
- 雨のメリーゴーランド（アルバム『SIDE LINE』）
- ハートに募金を（アルバム『SIDE LINE』）
- ワンサイド・ゲーム（アルバム『SIDE LINE』）
- めしべとおしべ（8thシングル「かたつむりサンバ」カップリング）
- シンデレラのシューズ （アルバム『Circle』）
- 未完成なジグソーパズル（アルバム『Circle』）
- ウェディングドレス（9thシングル）
- 私をよろしく（9thシングル「ウェディングドレス」カップリング）

## 出演

### テレビ番組
- 夕やけニャンニャン（1985年7月 - 1987年8月、フジテレビ）
- ミルッきゃナイDay（1985年10月 - 1987年3月、フジテレビ）
- 夕食ニャンニャン（1986年5月 - 同年9月、フジテレビ）
- 月曜ドラマランド おニャン子学園危機イッパツ！とんだ放課後（1986年5月12日、フジテレビ）
- 木曜ドラマストリート あぶない課外授業（1986年6月26日、フジテレビ）
- 月曜ドラマランド 看護婦アカデミー（1987年3月9日、フジテレビ）

### ラジオ番組
- おニャン子のあぶない夜だよ（1986年4月 - 1987年3月、ニッポン放送） - パーソナリティ
- TOKYOベストヒット（1986年10月 - 1987年6月、ニッポン放送） - アシスタント

### CM
- BOSS 贅沢微糖 テレビCM第8弾「贅沢銀行」篇（2010年1月、サントリーフーズ） - 伊藤淳史、新田恵利、国生さゆり、立見里歌、城之内早苗、横田睦美、渡辺美奈代、布川智子、生稲晃子、杉浦未幸（美雪）、宮野久美子との共演[3]。
- MK CUSTOMERブランド (MKB) メラノサイエンス・ホワイトニングローション（2012年4月 - 8月、マツモトキヨシ）[4]